# Hallam F.C.
Hallam Football Club – angielski klub piłkarski (amatorski) z siedzibą w Sheffield (dzielnica Crosspool), założony 4 września 1860, jako drugi na świecie (po Sheffield F.C.).
W 1867 r. wygrał Youdan Cup, pierwszy światowy turniej piłkarski, pokonując wówczas Sheffield F.C. w finale rozgrywanym na Bramall Lane.